# Naná (película de 1985)
Naná es una película musical, dramática y erótica mexicana filmada el año 1979 y estrenada en 1985, dirigida por Rafael Baledón y protagonizada por Irma Serrano «La Tigresa», Isela Vega y Verónica Castro.

## Argumento
En el París del siglo XIX, una prostituta causa gran revuelo presentándose en una obra teatral. Banqueros y príncipes la ofrecen sus riquezas, pero ella sólo busca el amor.
El nombre de esta prostituta es Teresa, pero todos la conocen como Naná (Irma Serrano «La Tigresa»). Naná, al igual que su amiga Satin (Verónica Castro), trabajan como prostitutas. Primero en las calles de París y luego, a través de una madame, en un pequeño cuarto.
Naná fue abusada sexualmente por su padrastro y echada de su casa por su madre. Fruto de esa violación dio a luz a un hijo. Naná se prostituye para sacar adelante a su hijo, a quien mantiene alejado de ella, al cuidado de su tía. 
Naná trabaja ocasionalmente en un teatro, que en realidad es un burdel clandestino. Una noche, Naná se presenta en el teatro como "La Venus de Fuego", y causa sensación al mostrar su cuerpo desnudo. Inmediatamente los hombres más poderosos acuden a ella ofreciéndole joyas y lujos por sus favores. Naná acepta las atenciones de un banquero, quien le obsequia una casa en la Campiña Francesa. Allí Naná sostiene un affaire con un joven aristócrata a quién llama Coquito (Jaime Garza). Esa misma noche ella es presionada por el banquero para cumplir sus favores sexuales, mientras que el dueño del teatro-burdel donde trabajaba la obliga a regresar a cumplir con un contrato. Naná los repudia y busca el consuelo en el Conde Muffat (Manuel Ojeda), un distinguido y respetable aristócrata dedicado a la caridad. Sin embargo, Muffat confiesa que él también ha sucumbido a sus encantos y la desea. Decepcionada, Naná decide abandonar su vida de cortesana y vuelve a trabajar en las calles. Sin embargo, una noche en que es perseguida por la policía, Naná es rescatada por la cortesana Satin (Isela Vega). Tras pasar la noche juntas, Satin la convence de volver a su vida de cortesana. Naná acepta entonces convertirse en amante del Conde Muffat y regresa al teatro a presentar sus espectáculos nudistas. 
Con apoyo de Muffat, Naná intenta convertirse en una actriz seria, arrebatándole los personajes a la actriz y cortesana Rosa Mignon, pero es ridiculizada, pues le dicen que solo sirve para mostrar su cuerpo. La decepción provoca que Naná caiga en la más baja degradación. Su casa se convierte en el centro del vicio de París, donde la gente acude a emborracharse, se realizan orgías y toda clase de desenfrenos sexuales.
Una noche, el Conde Muffat, que ha quedado arruinado por los desenfrenos de Naná, decide enfrentarla en medio de una fiesta organizada por ella, donde se celebran los triunfos de una yegua (llamada Naná en su honor) en un concurso hípico. En la confrontación, Naná le revela al Conde los adulterios de su esposa. El Conde decide abandonarla. Esa misma noche, su joven amante Coquito se quita la vida frente a ella al descubrir que Naná mantenía relaciones con su hermano, un militar.
Después de esta noche, Naná decide retirarse de la vida de cortesana. Su amiga Satin fallece víctima de tuberculosis. Se revela que Naná vista a su hijo, a quién ve morir de viruela. Naná regresa dos años después a París, contagiada por la viruela y en la absoluta miseria. Naná muere en las calles de París. Su cuerpo se confunde con el de unos indigentes, mientras un carnaval recorre las calles de París, al mismo tiempo que el ejército prusiano invade la ciudad.

## Reparto
| Actor           | Personaje     |
| --------------- | ------------- |
| Irma Serrano    | Teresa "Naná" |
| Isela Vega      | Satin         |
| Verónica Castro | Satán         |
| Roberto Cobo    | Francisco     |
| Gregorio Casal  | Fontaine      |
| Jaime Garza     | Coquito       |
| Manuel Ojeda    | Conde Muffat  |
| Bruno Rey       | Capitan Ugon  |
| Carmen Molina   |               |

## Comentarios
Basada en la obra de Émile Zola,  Naná expone de manera ejemplar los principios de la novela naturalista. Su protagonista es una bella joven de origen humilde que pretende, a través de la alta prostitución, acceder a una posición acomodada. En su empresa llevará a la sociedad parisiense el mundo de declive moral al que pertenece, por herencia y por influencia del medio: Naná simboliza la degradación del Segundo Imperio.
La película en realidad es una adaptación de una polémica obra de teatro de la década de los 1970, producida y protagonizada por Irma Serrano La Tigresa, en su propio escenario, el Teatro Fru Fru de la Ciudad de México. La obra de teatro causó controversia en México por sus polémicos desnudos y escenas lésbicas. La película reproduce la obra de teatro original, e incluye varios números musicales interpretados por La Tigresa.